# Ramon Jové i Brufau
Ramon Jové i Brufau (Sabadell, 7 de juny de 1897 - Barcelona, 19 de juliol de 1936) fou un metal·lúrgic, militant de la CNT i més endavant de la UGT, que va esdevenir una de les primeres víctimes de la guerra civil.

## Biografia
Els anys de la dictadura de Primo de Rivera formà part del Comitè Nacional de la CNT i fou empresonat durant la vaga general de 1930. Més tard, amb la reorganització dels socialistes que incorporaren antics membres de la CNT, Jové entrà a la Unió Socialista de Catalunya i n'arribà a ser un dels dirigents. El 1929 havia estat cofundador de les Edicions La Fona, l'editorial sabadellenca en què va publicar L'ideal obrer, la democràcia i l'anarquisme. Va col·laborar també en el setmanari El Federal i en Justícia social. Jové va ser una de les primeres víctimes de la Guerra Civil, ja que morí el 19 de juliol de 1936 a la plaça de Catalunya de Barcelona, quan s'enfrontava als sediciosos aixecats contra la República.
El 30 d'octubre de 1985 Sabadell li dedicà un carrer, al barri de Can Puiggener.